# 弗里茨·登纳莱因
弗里茨·登纳莱因（德語：Fritz Dennerlein，1936年3月14日—1992年10月3日），意大利游泳、水球运动员。他曾代表意大利国家队参加1956年和1964年夏季奥林匹克运动会水球比赛，两届比赛均收获第四名。